# Arnold Motor Carriage
Arnold Motor Carriage Company war ein britischer Hersteller von Automobilen.

## Unternehmensgeschichte
Das Unternehmen von William Arnold begann 1895 in East Peckham mit der Produktion von Automobilen. Die Fahrzeuge wurden als Arnold vermarktet. Bereits 1898 wurde die Produktion wieder eingestellt.

## Fahrzeuge

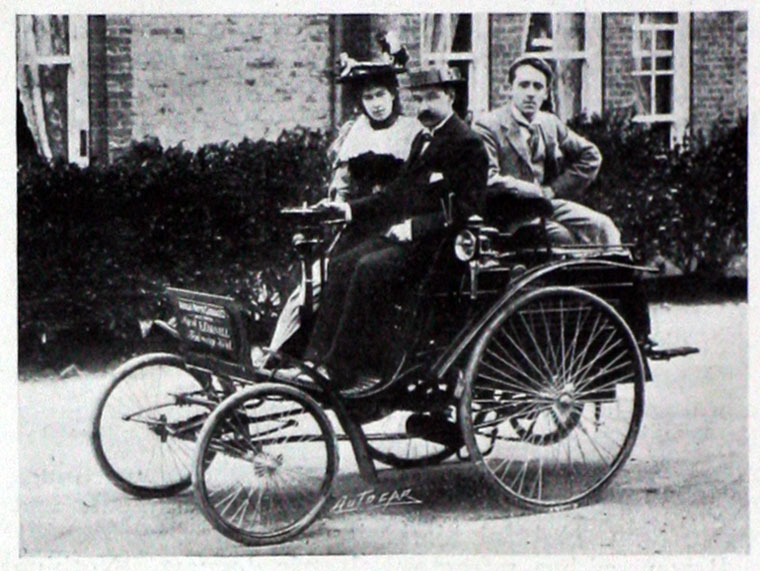
Arnold-Motorwagen im Jahr 1897, am Steuer Alfred Cornell.

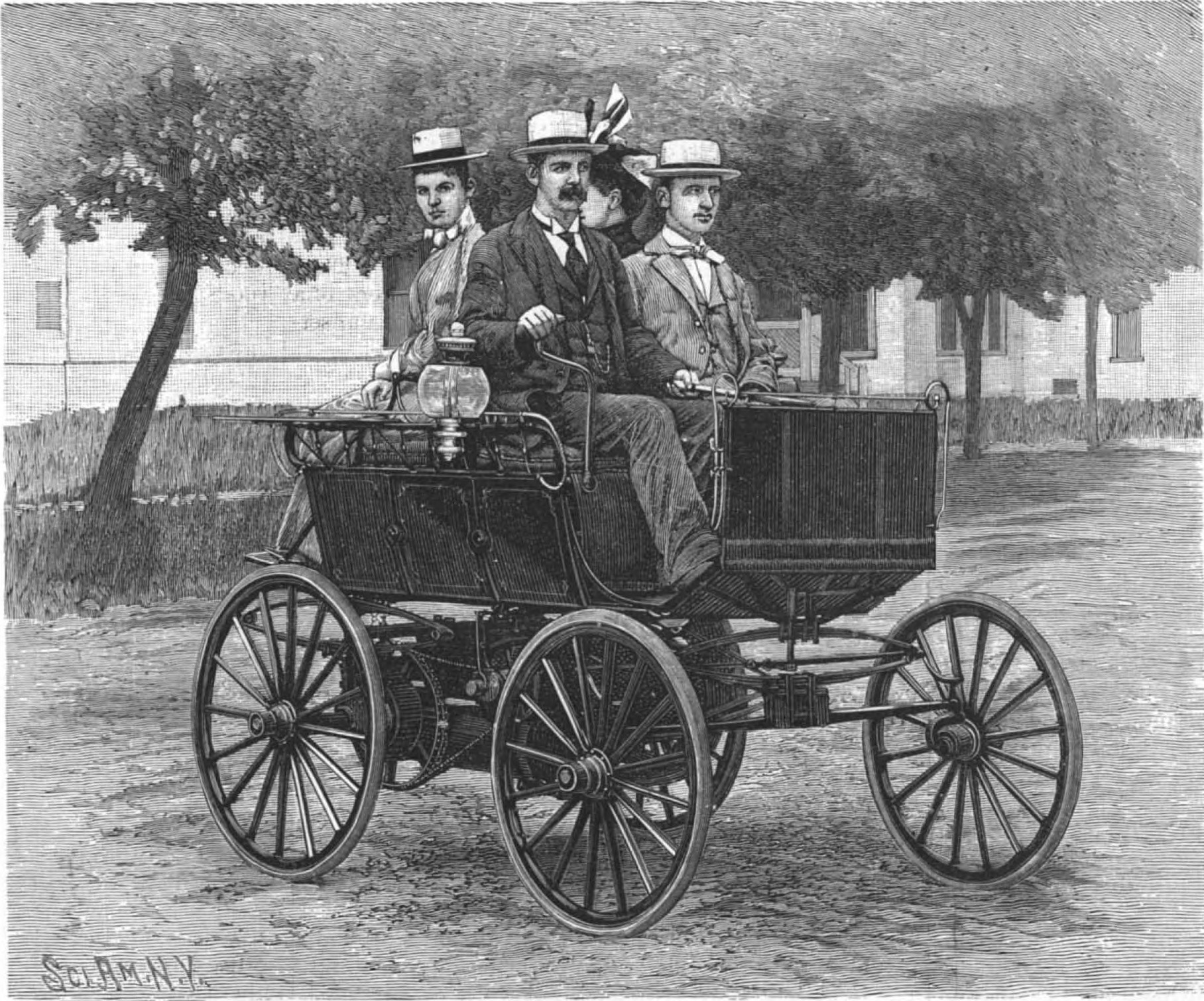
Arnold Oil Motor Carriage. Illustration im Scientific American vom November 1896

Die Modelle ähnelten den frühen Modellen von Benz, waren allerdings mit Motoren eigener Fertigung ausgestattet, die im Heck angeordnet waren. Es gab die Karosserieformen zweisitziger Phaeton und viersitziger Dos-à-Dos, bei dem die Passagiere Rücken an Rücken saßen.
Eine Arnolds Oil Motor Carriage wurde im November 1896 in der US-amerikanischen Publikation Scientific American (Volume 75, Nr. 21) vorgestellt. Demnach kostete ein Zweisitzer GB£ 130,-, was der Autor vorteilhaftes fand. Ein zusätzlicher Sitz (Dos-à-Dos) konnte nachträglich angebracht werden für insgesamt drei Personen oder „vier von moderatem Gewicht“. Das Fahrzeug wog demnach um 500 lb (ca. 230 kg) und hatte einen Benz-Benzinmotor mit Batteriezündung. Eine Tankfüllung reichte für 60 bis 70 Meilen (ca. 90–110 km), eine Batterieladung für 300 Meilen (ca. 500 km). Der Autor stellte fest, dass das Fahrzeug leicht zu lenken war und auch an steilen Abfahrten nicht gebremst werden musste, weil der Motor entsprechend ausgelegt war. Er war zudem angetan vom Äußeren der Motorkutsche und erwähnte mit Kugellagern geführte Drahtspeichenräder „mit den Speichen angeordnet wie an Fahrradrädern“ sowie Gummireifen. Die Abbildung dazu zeigt allerdings Kutschenräder. Demnach bestand die Kraftübertragung aus einer Kette und die Aufhängung aus Elliptikblattfedern. Das vordere Paket war quer angebracht, an der Hinterachse gab es je ein längs angeordnetes Federpaket.
Ein Fahrzeug dieser Marke war früher im National Motor Museum in Beaulieu zu besichtigen. Es nimmt gelegentlich am London to Brighton Veteran Car Run teil.